# Jayuya
Jayuya és un municipi de Puerto Rico situat a la regió central de l'illa, també conegut amb els noms de Capital Indígena de Puerto Rico, El Pueblo de los Tres Picachos i Ciudad de la Tierra Alta. Confina al nord amb els municipis d'Utuado i Ciales; al sud amb Ponce, Juana Díaz i Orocovis; a l'est amb Ciales; i a l'oest amb Utuado. Forma part de l'Àrea metropolitana de San Juan-Caguas-Guaynabo.
El municipi està dividit en 11 barris: Jayuya Pueblo, Coabey, Collores, Jauca, Jayuya Abajo, Mameyes Arriba, Pica, Río Grande, Saliente, Veguitas i Zamas.
Jayuya també és coneguda pels seus monuments indígenes: La Piedra Escrita i la Piedra Tibes, situades al barri de Coabey; La Tumba del Indio a Jayuya Pueblo; el Mural Indígena del barri de Zamas, lloc on es troba el Petròglif del Sol de Jayuya. El Museu Arqueològic El Cemi exhibeix peces arqueològiques de les cultures indígenes de l'illa. A més, el municipi és la seu del Festival Nacional Indígena de Jayuya, una de les festes folklòriques més importants que se celebra a l'illa on s'honra la memòria dels taínos.

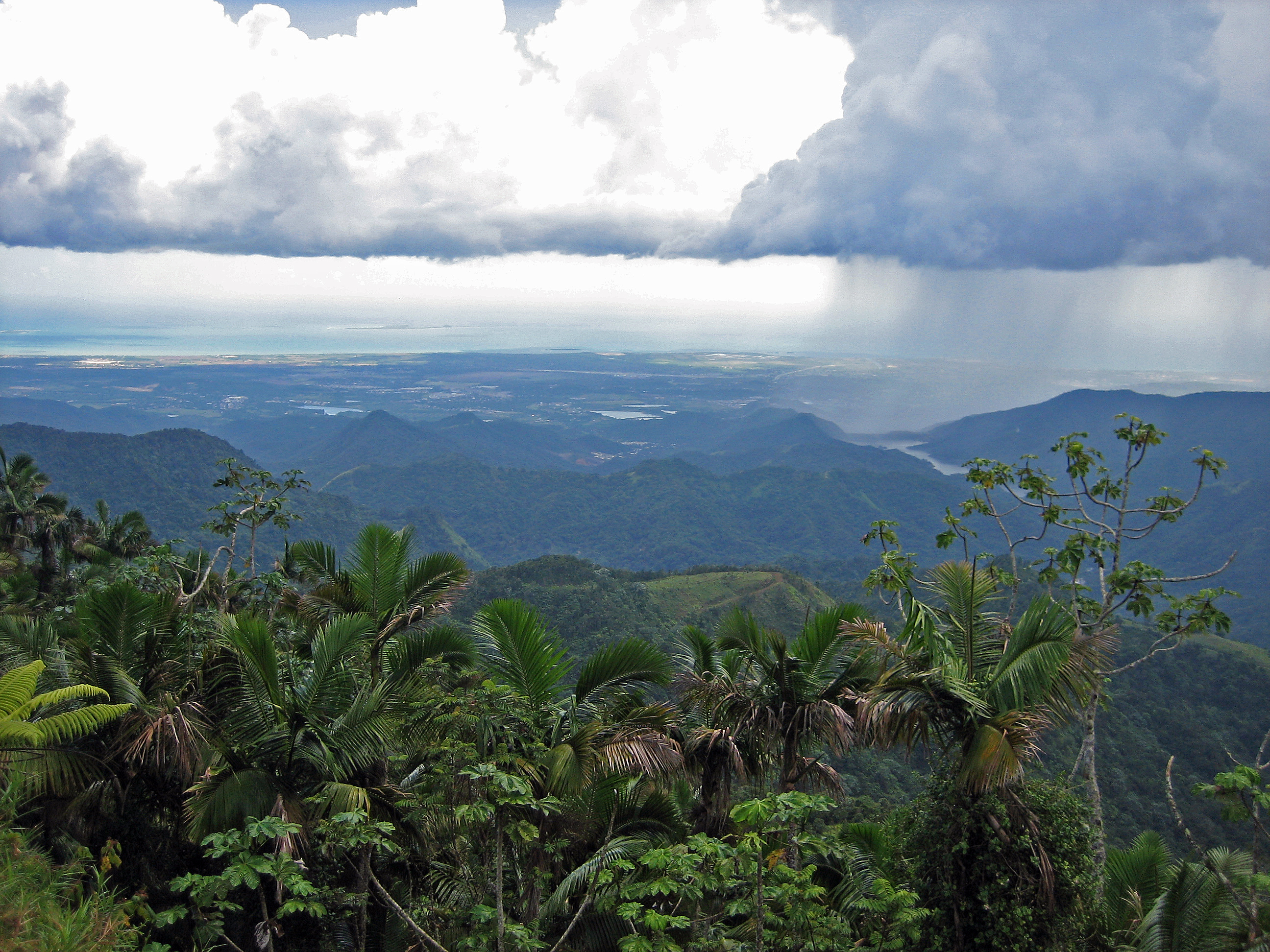
Vista de la costa sud de Puerto Rico des de la carretera PR-143 a Jayuya

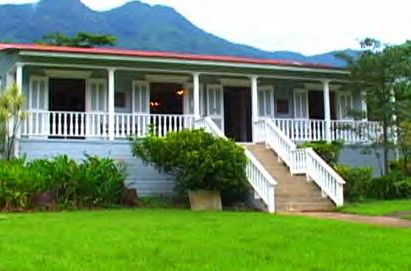
Casa Museu de Nemesio R. Canales Rivera (1878-1923) a Jayuya, defensor dels drets civils de les dones